# Chloroclystis chlorocampsis
Chloroclystis chlorocampsis är en fjärilsart som beskrevs av Louis Beethoven Prout 1926. Chloroclystis chlorocampsis ingår i släktet Chloroclystis och familjen mätare. Inga underarter finns listade i Catalogue of Life.